# Pszczółki-Szerszenie
Pszczółki-Szerszenie – wieś w Polsce położona w województwie mazowieckim, w powiecie ciechanowskim, w gminie Grudusk.
W latach 1975–1998 miejscowość należała administracyjnie do województwa ciechanowskiego.
Nazwa miejscowości pochodzi od rodu szlacheckiego Pszczółkowskich (wcześniejsze formy: de Pczolky, de Psczolki, de Pszczółki). Ich rodowa posiadłość, wieś Pszczółki po raz pierwszy notowana jest w 1414. Na początku XVII wieku uległa rozpadowi na cztery działy: Pszczółki-Górne (znane też jako Pszczółki-Stępne), Pszczółki-Czubaki, Pszczółki-Szerszenie i Pszczółki-Golanki. W zapisach historycznych spotyka się także nazwy Pszczółki-Wiończyki i Pszczółki-Dziarnowo. W okresie, gdy gmina Grudusk znajdowała się w zaborze pruskim, istniał dodatkowo podział poszczególnych wsi na części oznaczone literami. Same Pszczółki Górne dzieliły się na 7 części, oznaczonych literami od A do G.
Wieś nie posiada kościoła, katolicy należą do parafii pw. św. Apostołów Piotra i Pawła w Grudusku.